# 垣生村 (愛媛県温泉郡)
垣生村（はぶむら）は愛媛県伊予郡のち温泉郡にあった村である。
町村制施行の準備段階では西垣生村、東垣生村、余戸村、保免村、市坪村の五ヶ村合併で「出合村」を新設することが検討されたが、西垣生村と余戸村が反対し、結局垣生村と余土村に分村することで決着した。
しかし純農地帯である東垣生と、漁業や機織業なども盛んな西垣生では村民の人情、風俗、習慣は大きく異なり、村役場や村会議員の人員問題、予算配分、水利問題などで対立を繰り返し、難治の村として知られた。

## 沿革
- 1889年12月15日 - 町村制施行により伊予郡西垣生村、東垣生村が合併し伊予郡垣生村として発足。
- 1897年4月1日 - 温泉郡に郡域変更。
- 1944年4月1日 - 道後湯之町、生石村とともに松山市へ編入され消滅。

## 経済
農業
『大日本篤農家名鑑』によれば垣生村の篤農家は、「新野伊三郎、武市佐吉、松本千代松」などである。

## 地理

### 河川
- 重信川

## 名所・旧跡
- 長楽寺 - 鍵谷カナ頌功堂（1929年建設）[4]

## 出身・ゆかりのある人物
- 石田波郷（俳人）
- 鍵谷カナ（伊予絣の考案者）